# Пьядже
Пьядже (итал. Piagge) — коммуна в Италии, располагается в регионе Марке, в провинции Пезаро-э-Урбино.
Население составляет 1035 человек (2008 г.), плотность населения составляет 120 чел./км². Занимает площадь 9 км². Почтовый индекс — 61030. Телефонный код — 0721.
Покровительницей коммуны почитается святая Лючия Сиракузская, празднование 13 декабря.

## Демография
Динамика населения:

## Администрация коммуны
- Официальный сайт: http://www.comune.piagge.pu.it/ Архивная копия от 17 августа 2012 на Wayback Machine